# ادواردو ررگیس
ادواردو ررگیس (اسپانیایی: Eduardo Rergis‎؛ زادهٔ ۲۰ آوریل ۱۹۵۶) بازیکن سابق و مربی فوتبال اهل مکزیک است.
از باشگاه‌هایی که در آن بازی کرده‌است می‌توان به باشگاه فوتبال آمریکا، باشگاه فوتبال آتلانتی، و باشگاه فوتبال تیگرس اونال اشاره کرد.
وی همچنین در تیم‌های ملی فوتبال المپیک مکزیک، زیر ۲۰ سال مکزیک و مکزیک بازی کرده‌است.
وی در مسابقات بین‌المللی در مجموع برندهٔ ۱ مدال طلا شده‌است.